# خاچو پیریمیان
خاچو پیریمیان (روسی: «Хочу перемен!» «من تغییر می‌خواهم!» ) یا "مو ژدُم پریمیان" ( روسی: «Мы ждём перемен» «ما منتظر تغییراتیم!») ، همچنین معروف به "پیریمیان!" خالی ( روسی: «Перемен!» «پرمن!»)،  آهنگی از گروه راک شوروی کینو است که توسط ویکتور تسوی نوشته شده است. این آهنگ با استفاده آن در فیلم آسا  محصول ۱۹۸۷ معروف شد که در آن که ویکتور تسوی خواننده اصلی هم نقش داشت. از آن زمان تا به حال این آهنگ یک آهنگ مورد علاقه جنبش‌های سیاسی در کشورهای پس از شوروی است.

## تاریخچه
کینو و خواننده اصلی آنها ویکتور تسوی قبلاً بخشی از جنبش راک زیرزمینی در اتحاد جماهیر شوروی بودند. در سال ۱۹۸۷، تسوی در فیلمی رسمی از دولت شوروی با نام آسا بازی کرد . این فیلم به یک اثر کلاسیک تبدیل شد که اصلاحات سیاسی، اجتماعی و اقتصادی میخائیل گورباچف، رهبر شوروی را در گلاسنوست و پرسترویکا تبلیغ کرد. در این فیلم، تسوی نقش یک نوازنده راک را بازی می‌کند که وقتی با یک دولتی حسود روبرو می شود که فهرستی از قوانینی را می‌خواند که باید برای اجرای زنده در رستوران رعایت کنند، آنها را نادیده می‌‌گیرد و برای اجرای «خوچو پرمن» روی صحنه می رود.
این فیلم به نمادی از تغییرات سریع ایجاد شده در اتحاد جماهیر شوروی گورباچف تبدیل شد و برای اولین بار کینو را به شهرت رساند. کینو این آهنگ را در ژوئن ۱۹۹۰ در مقابل ۶۲،۰۰۰ نفر در ورزشگاه لوژنیکی در مسکو در یکی از اولین کنسرت‌های مهم گروه اجرا کرد. هرچند از آن زمان این ترانه تبدیل به آهنگی نمادین برای مبارزات سیاسی و کمپین‌های اصلاحاتی تبدیل شده بود، تسوی که در آگوست ۱۹۹۰ درگذشت، گفت که تغییری که او شرح می‌داد تغییری شخصی بود.
این آهنگ توسط The New European اینگونه توصیف شده که دارای «درام بیت‌های سنگین و ریف‌های زیر-راکابیلی» است. متن این آهنگ (به روسی) شامل چنین جملاتی است: «قلب‌های ما نیاز به تغییرات دارد، چشم‌های ما نیاز به تغییرات دارد، در خنده و اشک‌های ما، و در نبض و رگ‌های ما. تغییرات! ما منتظر تغییر هستیم».

## تأثیر
این آهنگ در حین بسیاری از کمپین‌ها و جنبش‌های سیاسی اروپای شرقی استفاده شده است. موفقیت آن تا حدی به این دلیل است که شعر آن را می‌توان به وقایع متعددی ارتباط داد. این آهنگ از بلندگوهای یک سنگر توسط غیرنظامیان مخالف کودتای شوروی در سال ۱۹۹۱ توسط کمونیست‌های تندرو پخش شد. همچنین در تظاهرات حین بحران مشروطه ۱۹۹۳ روسیه اجرا شد. این آهنگ در سال ۲۰۱۱ در مسکو توسط مخالفان پوتین و همچنین، به طور مستقل، توسط طرفداران وی خوانده شد. «خوچو پرمن» در تظاهرات ۲۰۱۱ بلاروس علیه الکساندر لوکاشنکو رئیس جمهور وقت و در تظاهرات ۲۰۱۳ تا ۱۴ یورومیداندر اوکراین خوانده شد.
این آهنگ به کرات در اعتراضات بلاروس ۲۰۲۰ علیه لوکاشنکو، به ویژه در تجمعات رهبر مخالفان سوویاتلانا تیخانوسکایا مورد استفاده قرار گرفت.  در ۶ آگوست ۲۰۲۰ دو مهندس صدا این آهنگ را در لاین-آپی برای یک کنسرت حامی دولت قرار دادند. مقامات دولتی برق بلندگوها را در میانه آهنگ قطع کرده و مهندسان دستگیر و زندانی شدند.
تأثیر این آهنگ به حدی است که گورباچف پس از این به خاطر آورد که پس از به قدرت رسیدن پس از مرگ کنستانتین چرننکو، وقتی که دفتر سیاسی جدید حامی اصلاحات را تشکیل داد، از آن الهام گرفته بود. گورباچف اظهار داشت: «اولین کاری که من انجام دادم، انتصاب دفتر سیاسی و تشکیل جلسه‌ای بود که در آن به وزیر امور خارجه گرومیکو مراجعه کردم و گفتم کارها باید متفاوت انجام شود. من گفتم که تسوی در کنسرت‌ها «ما تغییرات می‌خواهیم» می‌خواند و مردم آشکارا و مستقیم می‌گویند «ما تغییرات می‌خواهیم». گورباچف باید در این مورد اشتباه کرده باشد زیرا چرننکو در ۱۰ مارس ۱۹۸۵ درگذشت و خوچو پرمن تا تابستان ۱۹۸۶ به صورت عمومی اجرا نشده بود.